# Llista de festivals d'òpera
Aquesta és una llista no exhaustiva de festivals d'òpera, o bé temporades d'estiu o festivals de música que tenen produccions d'òpera.
| Nom                                                                        | Teatre principal                                     | Ciutat                        | País         |
| -------------------------------------------------------------------------- | ---------------------------------------------------- | ----------------------------- | ------------ |
| Festival de Verona                                                         | Arena de Verona i Teatro Filarmonico                 | Verona                        | Itàlia       |
| Aspen Music Festival                                                       | Wheeler Opera House                                  | Aspen                         | Estats Units |
| Aspendos International Opera and Ballet Festival                           | Aspendos Theatre                                     | Antalya                       | Turquia      |
| Festspiel Baden-Baden                                                      | Festspielhaus Baden-Baden                            | Baden-Baden                   | Alemanya     |
| Festival de Bayreuth                                                       | Bayreuth Festspielhaus                               | Bayreuth                      | Alemanya     |
| Bregenzer Festspiele                                                       | Seebühne                                             | Bregenz                       | Àustria      |
| Buxton Festival                                                            | Buxton Opera House                                   | Buxton                        | Regne Unit   |
| Caramoor International Music Festival                                      | Venetian Theatre                                     | Katonah (Nova York)           | Estats Units |
| Central City Opera                                                         | Opera House                                          | Central City (Colorado)       | Estats Units |
| Chautauqua Opera                                                           | Norton Memorial Hall                                 | Chautauqua (Nova York)        | Estats Units |
| Chorégies d'Orange                                                         | Théâtre Antique d'Orange                             | Aurenja                       | França       |
| Dalhalla Opera                                                             | Draggängarna                                         | Rättvik                       | Suècia       |
| Drottningholm                                                              | Drottningholm Slottstheater                          | Estocolm                      | Suècia       |
| Edinburgh International Festival                                           | Edinburgh Festival Theatre                           | Edimburg                      | Regne Unit   |
| Festival Amazonas de Ópera                                                 | Teatro Amazonas                                      | Manaus, Amazonas              | Brasil       |
| Festival de Radio France et Montpellier                                    | Opéra Berlioz at Le Corum                            | Montpeller                    | França       |
| Festival dei Due Mondi                                                     | Teatro Caio Melisso                                  | Spoleto                       | Itàlia       |
| Festival della Valle d'Itria                                               | Palazzo Ducale                                       | Martina Franca                | Itàlia       |
| Festival international d'art lyrique d'Aix-en-Provence                     | Théâtre de l'Archevêché                              | Ais de Provença               | França       |
| Festival Puccini                                                           | Teatro dei Quattromila                               | Torre del Lago                | Itàlia       |
| Fort Worth Opera                                                           | Bass Performance Hall                                | Fort Worth                    | Estats Units |
| Garsington Opera                                                           | Garsington Manor                                     | Garsington                    | Regne Unit   |
| George Enescu Festival                                                     | Romanian Athenaeum                                   | Bucarest                      | Romania      |
| Glimmerglass Opera                                                         | Alice Busch Opera Theater                            | Cooperstown (Nova York)       | Estats Units |
| Glyndebourne Festival Opera                                                | Glyndebourne Opera House                             | Glyndebourne                  | Regne Unit   |
| Innsbrucker Festwochen der Alten Musik (Innsbruck Festival of Early Music) | Tiroler Landestheater                                | Innsbruck                     | Àustria      |
| International Gilbert and Sullivan Festival                                | Buxton Opera House                                   | Buxton                        | Regne Unit   |
| Macerata Opera                                                             | Sferisterio                                          | Macerata                      | Itàlia       |
| Maggio Musicale Fiorentino                                                 | Teatro Comunale i Teatro della Pergola               | Florència                     | Itàlia       |
| Munich Opera Festival (Münchner Opern-Festspiele)                          | Teatro Nacional de Munich                            | Múnic                         | Alemanya     |
| Operabarga Festival                                                        | Teatro dei Differenti                                | Barga                         | Itàlia       |
| Opera Holland Park                                                         | Holland Park Theatre                                 | Londres                       | Regne Unit   |
| Opéra Les Azuriales                                                        | Villa Ephrussi de Rothschild                         | Cap Ferrat                    | França       |
| Opera Theatre of Saint Louis                                               | Loretto-Hilton Theater                               | Saint Louis (Missouri)        | Estats Units |
| Ravenna Festival                                                           | Teatro Communale Alighieri                           | Ravenna                       | Itàlia       |
| Ravinia Festival                                                           | Ravinia Park                                         | Highland Park (Illinois)      | Estats Units |
| Rossini Opera Festival                                                     | Teatro Rossini                                       | Pesaro                        | Itàlia       |
| Salzburger Osterfestspiele (Salzburg Easter Festival)                      | Großes Festspielhaus                                 | Salzburg                      | Àustria      |
| Salzburg Summer Festival                                                   | Großes Festspielhaus                                 | Salzburg                      | Àustria      |
| Salzburger Pfingstfestspiele (Salzburg Whitsun Festival)                   | Großes Festspielhaus                                 | Salzburg                      | Àustria      |
| Santa Fe Opera                                                             | The Crosby Theater                                   | Santa Fe (Nou Mèxic)          | Estats Units |
| Savonlinna Opera Festival                                                  | Olavinlinna Castle                                   | Savonlinna                    | Finlàndia    |
| Schwetzingen Festival                                                      | Palau de Schwetzingen                                | Schwetzingen                  | Alemanya     |
| Spoleto Festival USA                                                       | Gaillard Municipal Auditorium & Memminger Auditorium | Charleston (Carolina del Sud) | Estats Units |
| Tanglewood Music Festival                                                  | Tanglewood Music Center                              | Lenox (Massachusetts)         | Estats Units |
| Tiroler Festspiele Erl                                                     | Passionsspielhaus                                    | Erl                           | Àustria      |
| Wexford Festival Opera                                                     | Theatre Royal                                        | Wexford                       | Irlanda      |
| Wiener Festwochen                                                          | Theater an der Wien                                  | Viena                         | Àustria      |
| Wolf Trap Opera Company                                                    | Filene Center                                        | Vienna (Virgínia)             | Estats Units |

## Font
- Llista d'Operabase del 2007 dels festivals d'òpera